# Cosío
Cosío é um município do estado de Aguascalientes, no México.